# Tony Richards
Anthony Willis Richards, plus connu sous le nom de Tony Richards (né le 6 mars 1934 à Birmingham dans le comté des Midlands de l'Ouest et mort le 4 mars 2010), est un joueur de football anglais qui évoluait au poste d'attaquant.

## Biographie
Avec le club de Walsall, il inscrit 20 buts en championnat lors de la saison 1957-1958, puis 28 buts lors de la saison 1958-1959, puis 26 buts lors de la saison 1959-1960, et enfin 36 buts en 1960-1961.

## Palmarès
Walsall
- Championnat d'Angleterre D3 :
  - Vice-champion : 1960-61.
  - Meilleur buteur : 1960-61 (36 buts).

- Championnat d'Angleterre D4 (1) :
  - Champion : 1959-60.